# Callianira
Callianira is een geslacht van ribkwallen uit de klasse van de Tentaculata.

## Soorten
- Callianira antarctica Chun, 1897
- Callianira bialata Delle Chiaje, 1841
- Callianira compressa (Mertens, 1833)
- Callianira cristata Moser, 1909
- Callianira diploptera Lamarck, 1816
- Callianira ficalbi Curreri, 1900
- Callianira hexagona (Bruguière, 1789)